# Krystyna Sienkiewicz (polityk)
Krystyna Helena Sienkiewicz z domu Rozenberg (ur. 8 grudnia 1941 w Iwanowie) – polska polityk i związkowiec, pielęgniarka, w latach 1989–1992 wiceminister zdrowia i opieki społecznej, posłanka na Sejm II kadencji, senator V kadencji.

## Życiorys
W 1968 po ukończeniu studium medycznego uzyskała tytuł pielęgniarki dyplomowanej. Pracowała następnie w tym zawodzie, przechodząc przez kolejne szczeble – pielęgniarki odcinkowej, oddziałowej, środowiskowej. W latach 1980–1992 działała w „Solidarność”, wchodziła w skład władz regionalnych i krajowych związku, była internowana w stanie wojennym przez okres ponad 7 miesięcy.
W latach 1989–1992 była podsekretarzem stanu w Ministerstwie Zdrowia i Opieki Społecznej w kolejnych rządach, z tytułem naczelnej pielęgniarki kraju. Kandydowała do Senatu w 1991 roku w województwie tarnobrzeskim z ramienia Unii Demokratycznej. Od 1993 do 1997 pełniła mandat poselski w Sejmie II kadencji z listy Unii Pracy, gdzie była wiceprzewodniczącą Komisji Polityki Społecznej. W latach 2001–2005 zasiadała w Senacie z okręgu toruńskiego, była przewodniczącą Komisji Polityki Społecznej i Zdrowia.
Należała do Unii Pracy, z której odeszła w trakcie V kadencji Senatu. W 2007 została członkinią honorową partii Racja Polskiej Lewicy.
W 2005 i 2007 bez powodzenia kandydowała w wyborach parlamentarnych, a w 2006 do sejmiku.
Odznaczona Krzyżem Kawalerskim Orderu Odrodzenia Polski (2001) i Krzyżem Wolności i Solidarności (2015). W 1996 wyróżniona Czerwoną Kokardką.

## Życie prywatne
Jest żoną Konrada Sienkiewicza, z którym ma dwóch synów, Konrada juniora i Dariusza.